# Platychelus dispar
Platychelus dispar är en skalbaggsart som beskrevs av Hermann Burmeister 1844. Platychelus dispar ingår i släktet Platychelus och familjen Melolonthidae. Inga underarter finns listade i Catalogue of Life.